# .cat
.cat은 일반 최상위 도메인의 일종인 스폰서 최상위 도메인의 하나로, 카탈루냐어 화자를 대상으로 한다. 사실상 일부 지역을 대상으로 하고 있으나, 국가 코드 최상위 도메인은 아니다. 이 방침은 ICANN과 푼카트 재단(카탈루냐어: Fundació puntCAT)에 의해 만들어졌다.

## 역사
.cat 도메인이 만들어지기 전에는 카탈루냐 민족의 기관·회사·개인은 어쩔 수 없이 .es, .fr, .it, .ad 등의 도메인을 사용해 왔다. 그 예로 카탈루냐 지방 지로나 시청의 주소는 .gi도메인을 사용한 https://web.archive.org/web/20040317163605/http://www2.ajuntament.gi/ ("ajuntament"는 시청을 뜻한다)이다. 이 최상위 도메인은 지브롤터의 것으로, 스페인의 도시가 지브롤터의 도메인을 사용한다는 것은 현상(現狀)을 인정한다는 의미로도 연결될 수 있어, 지브롤터의 주권을 주장해 온 스페인 정부를 곤혹하게 만들었다. 기묘하게도 이 등록은 카탈루냐 지방의 독립과 영국이 지브롤터의 영유권을 가지는 데에 반대하는 스페인 사회노동당의 동맹격인 카탈루냐 사회당 사무소에서 시행한 일이다.
이 문제를 해결하고 카탈루냐어권 문화 인터넷 커뮤니티의 수요에 대응하기 위해 2005년 9월 .cat 도메인이 신설되었다. 이 커뮤니티는 사용자가 커뮤니티 내에서 카탈루냐어를 사용하기 위해서 사용하거나 다른 문화권의 사람들에게 카탈루냐의 문화를 알리기 위한 목적 등에 사용하기 위해 시작되었다. 최초 등록 기간은2006년 2월 13일부터 4월 21일까지였으며, 같은 해 4월 23일 일반 등록을 개시하였다.

## 규제
거점 사이트가 카탈루냐에 위치해 있으나, .cat 도메인에는 대상 지역의 한정은 없고, 모든 카탈루냐어 화자 커뮤니티를 대상으로 한다. 단, 카탈루냐 문화에 소속하는 개인이나 단체만 허용된다.